# Clathrina
Clathrina är ett släkte av svampdjur. Clathrina ingår i familjen Clathrinidae.

## Bildgalleri

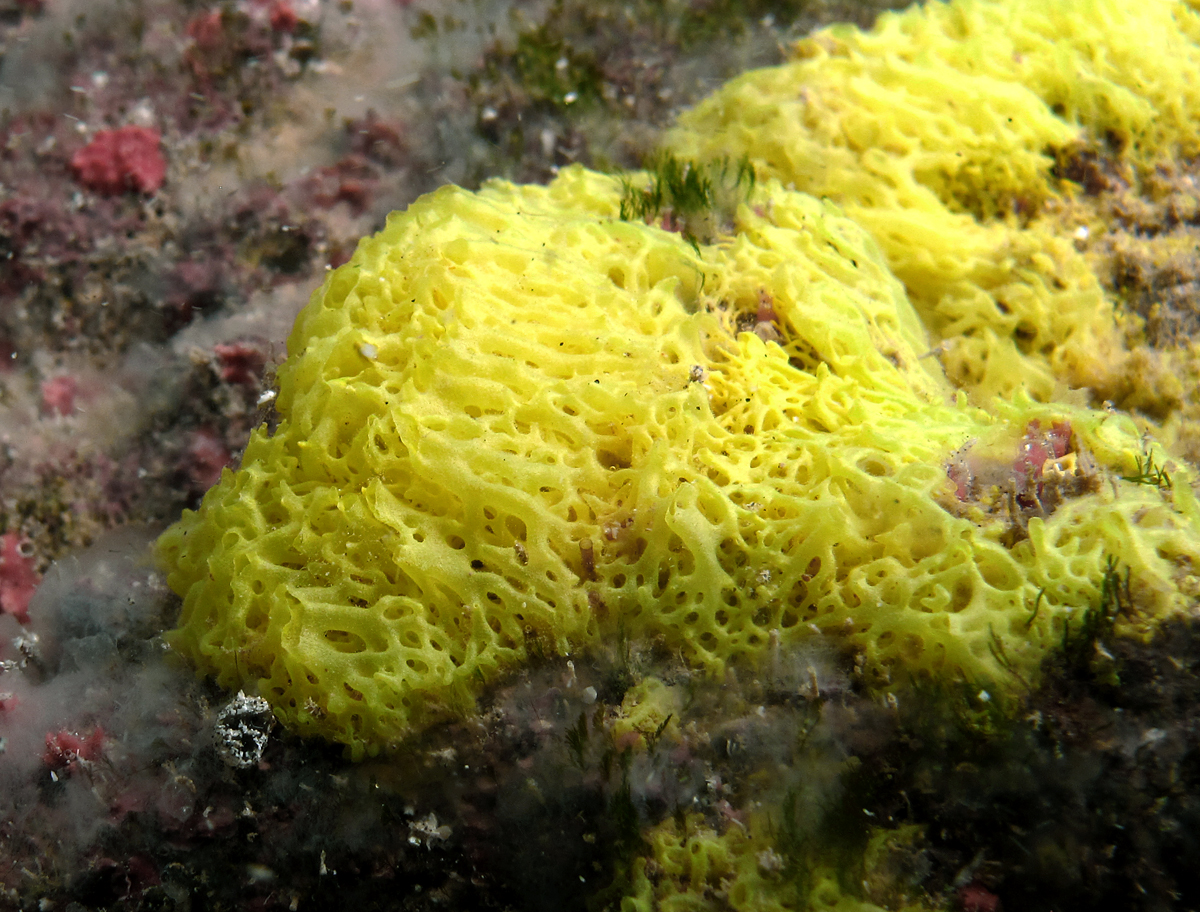
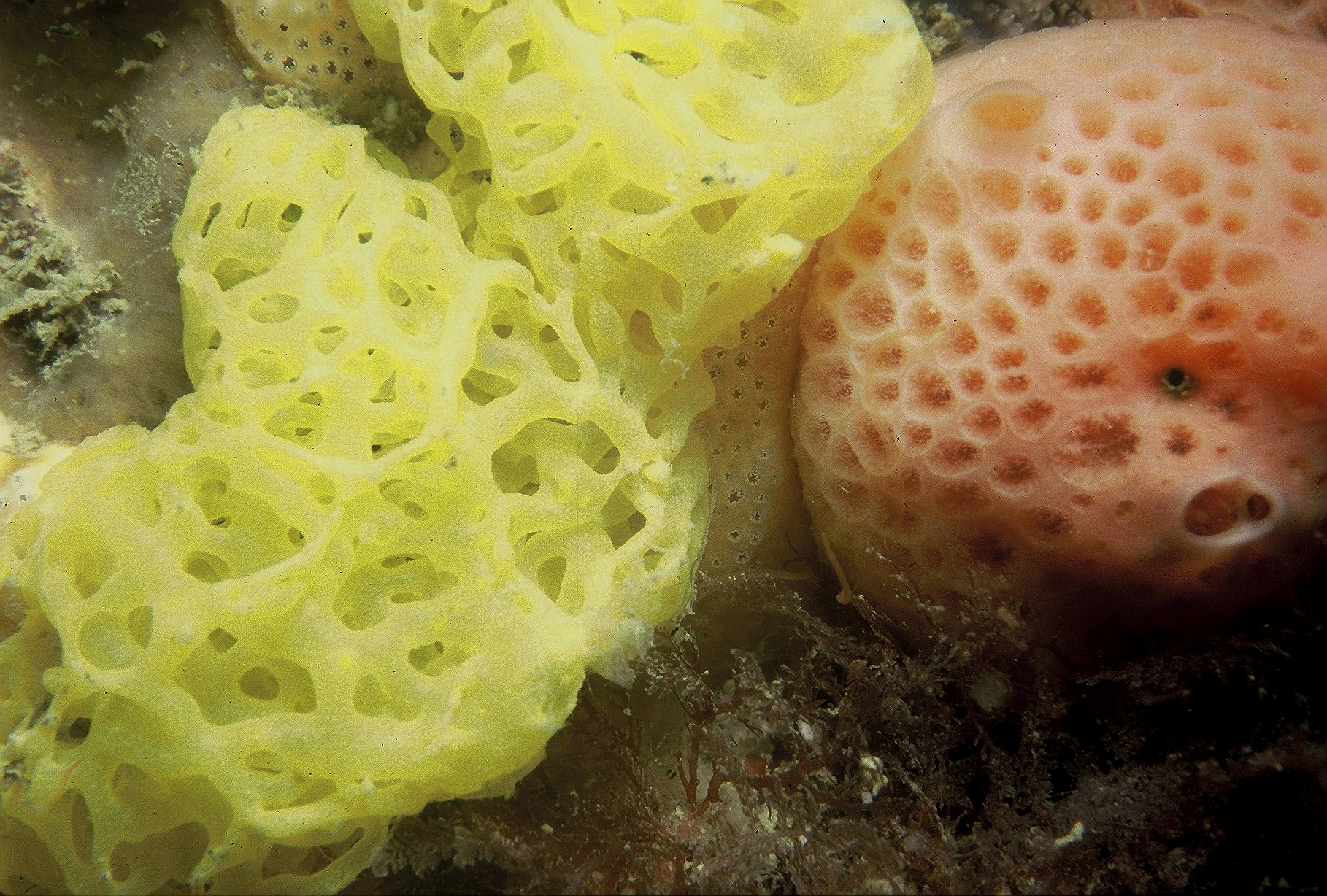
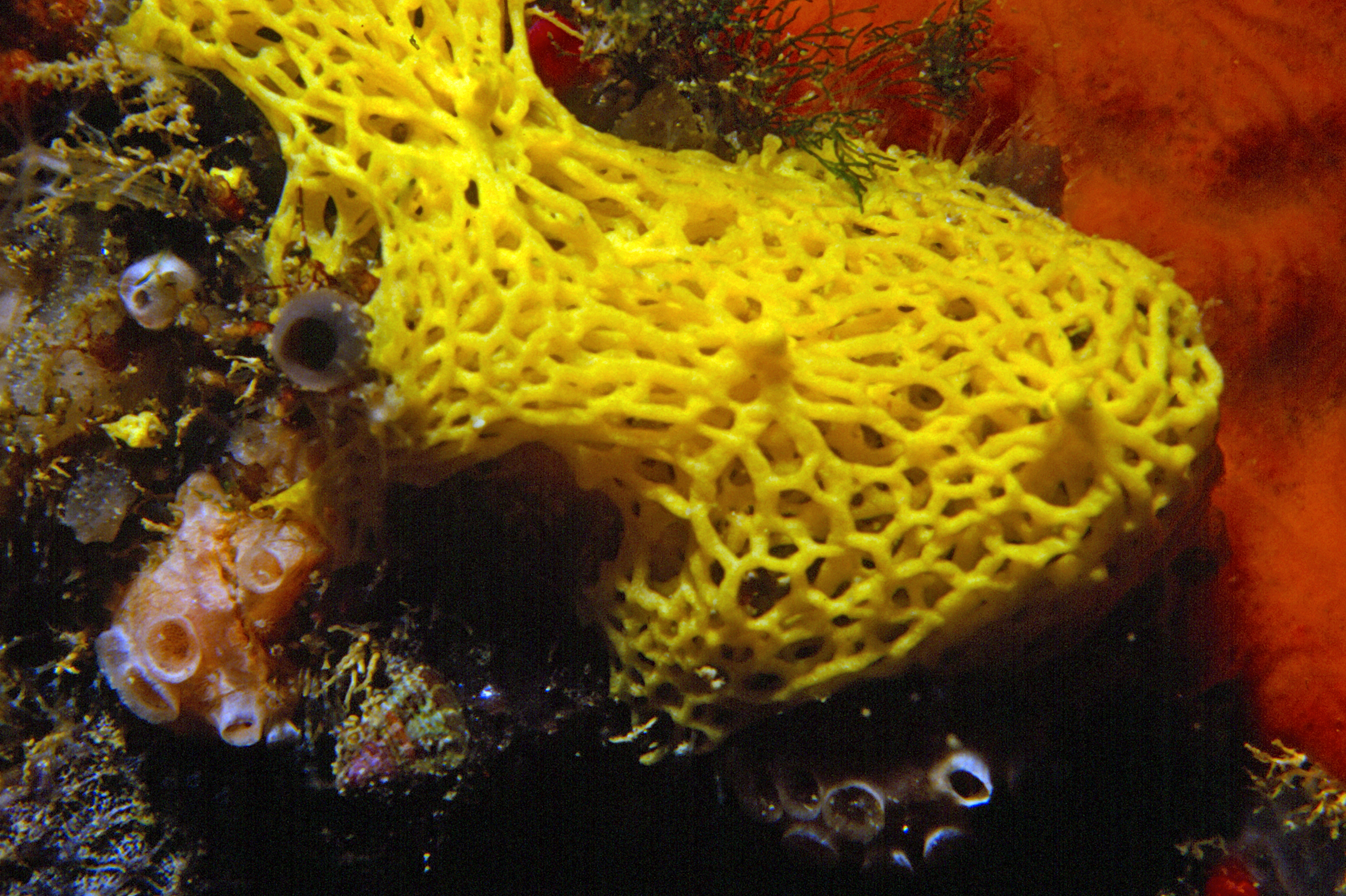
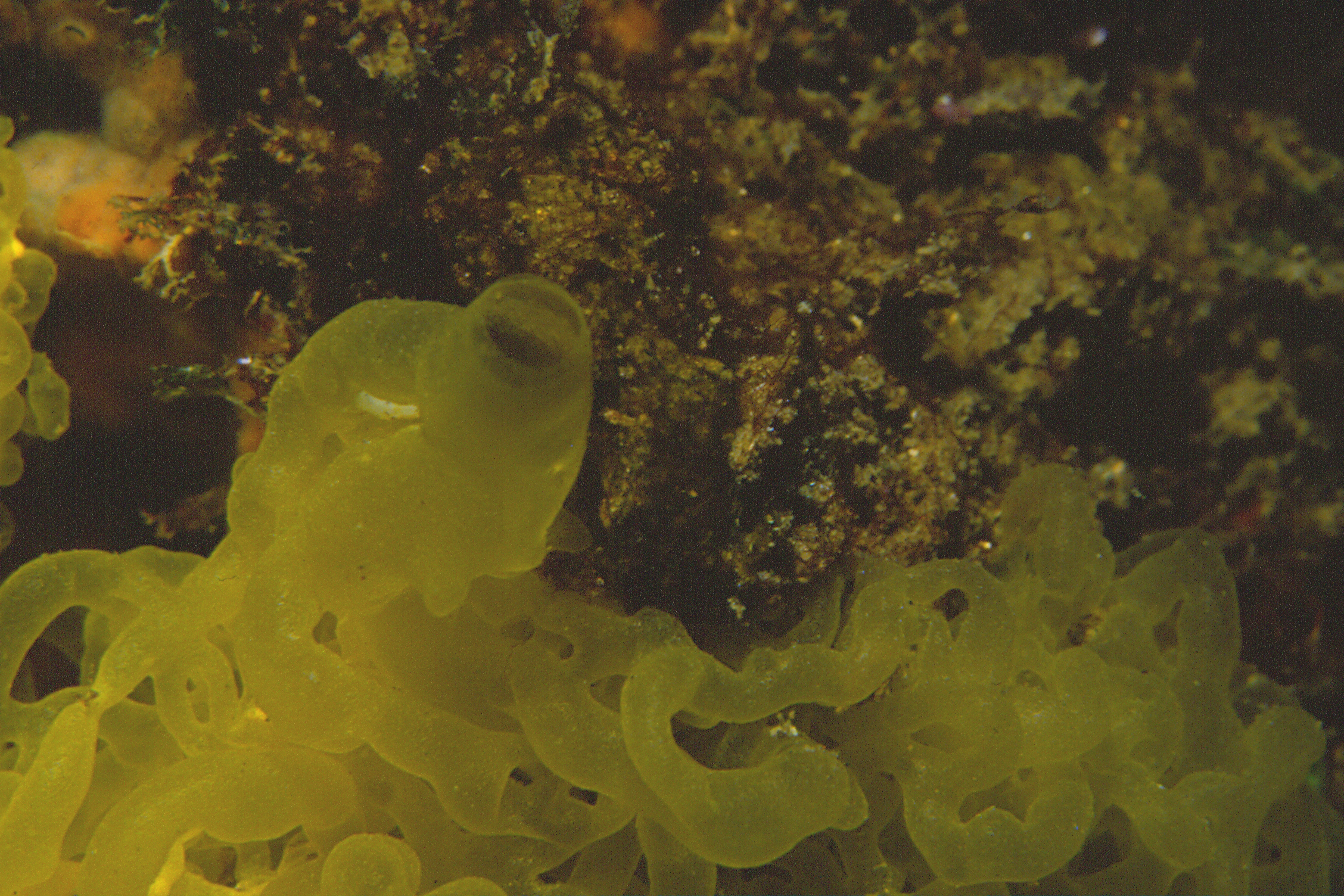
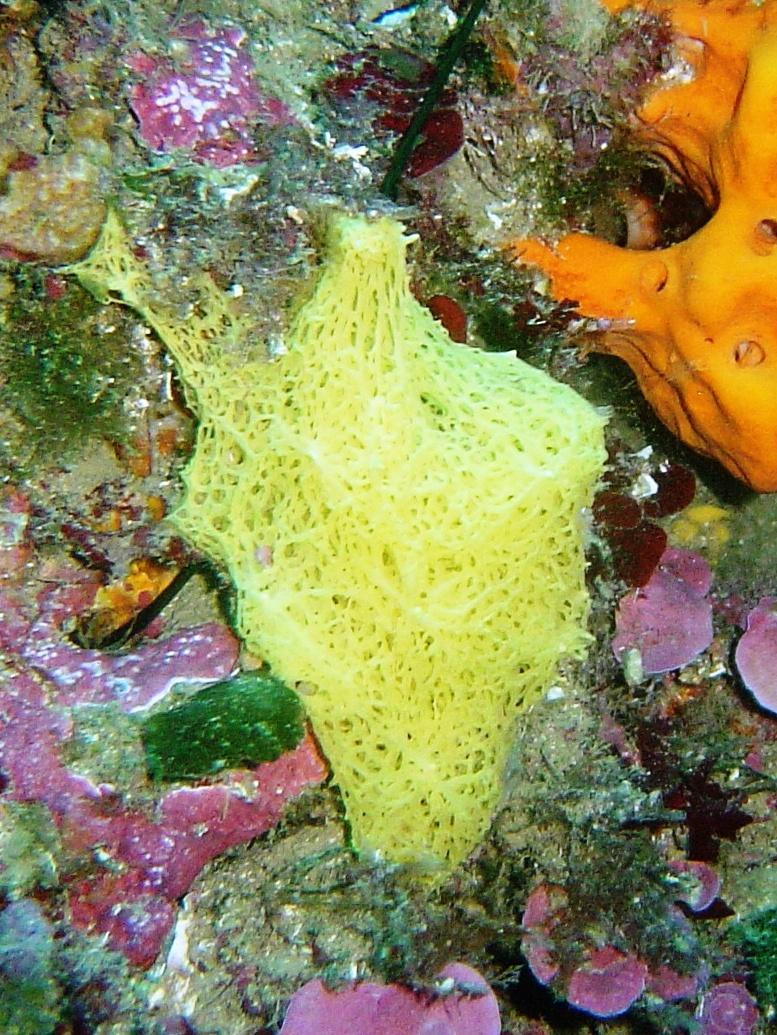
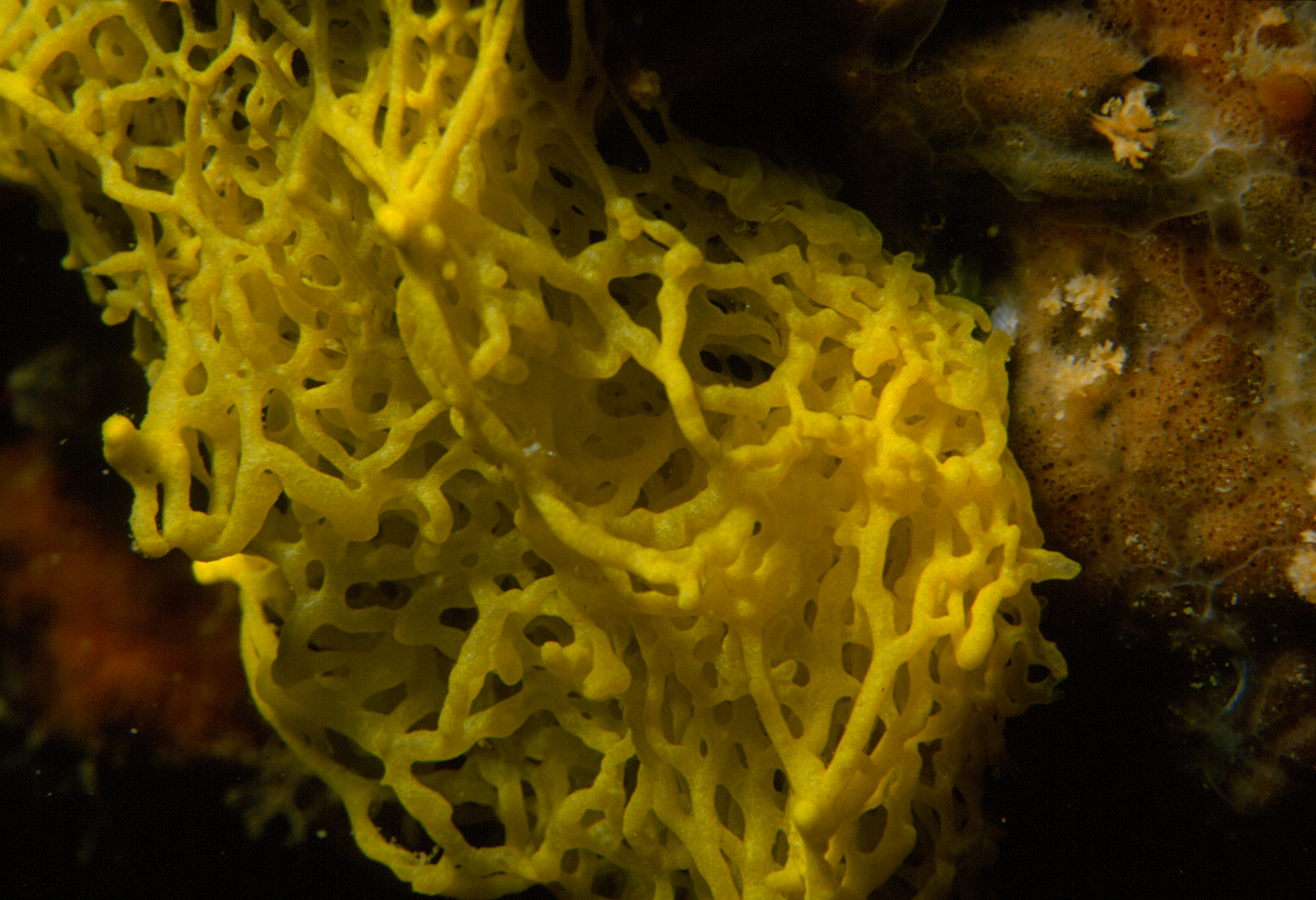

## Dottertaxa tillClathrina, i alfabetisk ordning[1][2]
- Clathrina adusta
- Clathrina africana
- Clathrina alcatraziensis
- Clathrina angraensis
- Clathrina ascandroides
- Clathrina aspina
- Clathrina atlantica
- Clathrina aurea
- Clathrina biscayae
- Clathrina brasiliensis
- Clathrina canariensis
- Clathrina cancellata
- Clathrina cerebrum
- Clathrina ceylonensis
- Clathrina chrysea
- Clathrina clara
- Clathrina clathrata
- Clathrina clathrus
- Clathrina compacta
- Clathrina conifera
- Clathrina contorta
- Clathrina corallicola
- Clathrina cordata
- Clathrina coriacea
- Clathrina cribrata
- Clathrina cylindractina
- Clathrina decipiens
- Clathrina densa
- Clathrina dictyoides
- Clathrina dubia
- Clathrina gardineri
- Clathrina helveola
- Clathrina heronensis
- Clathrina hirsuta
- Clathrina hispanica
- Clathrina hondurensis
- Clathrina intermedia
- Clathrina izuensis
- Clathrina jorunnae
- Clathrina laminoclathrata
- Clathrina laxa
- Clathrina luteoculcitella
- Clathrina minorcensis
- Clathrina multiformis
- Clathrina mutsu
- Clathrina nanseni
- Clathrina panis
- Clathrina paracerebrum
- Clathrina parva
- Clathrina pelliculata
- Clathrina primordialis
- Clathrina quadriradiata
- Clathrina reticulatus
- Clathrina reticulum
- Clathrina retiformis
- Clathrina rotunda
- Clathrina rubra
- Clathrina sagamiana
- Clathrina sceptrum
- Clathrina septentrionalis
- Clathrina sinusarabica
- Clathrina soyo
- Clathrina spinosa
- Clathrina spongiosa
- Clathrina sueziana
- Clathrina sulphurea
- Clathrina tenuipilosa
- Clathrina tetractina
- Clathrina tetrapodifera
- Clathrina wistariensis